# Mokrý luh
Mokrý luh je přírodní rezervace, maloplošné chráněné území v okrese Prachatice. Nachází se poblíž Vimperka, na katastrálním území sídel Arnoštka, Skláře a Solná Lhota, místních částí města Vimperka. Jako zvláště chráněné území byl vyhlášen v roce 2017. Od roku 1963 je lokalita součástí CHKO Šumava. Oblast spravuje Správa NP a CHKO Šumava. Území má rozlohu 42 ha. 

## Předmět ochrany
Předmětem ochrany jsou přirozeně se vyvíjející společenstva na mokřadech a okolních sušších stanovištích na zaniklých zemědělských půdách. Na území rezervace se nachází pravěké a středověké rýžoviště zlata, chráněné jako archeologická lokalita.
Do roku 1945 bylo toto území převážně zemědělsky využíváno obyvateli zaniklých obcí. Posledních cca 50 let bylo ponecháno převážně bez zásahu s výjimkou meliorací v období 1960-1990, v části území se lesnicky hospodaří. Díky započatému sukcesnímu vývoji je tato lokalita ideální pro sledování samovolného vývoje společenstev. Prioritou je zachování stávajících biotopů a především ochrana zvláště chráněných a ohrožených druhů rostlin a živočichů. Vyskytuje se zde např. dřípatka horská (Soldanella montana), oměj pestrý (Aconitum variegatum), prha arnika (Arnica montana), prstnatec májový pravý (Dactylorhiza majalis), lilie cibulkonosá (Lilium bulbiferum), čolek horský (Ichthyosaura alpestris) a několik druhů plazů.

## Další fotografie

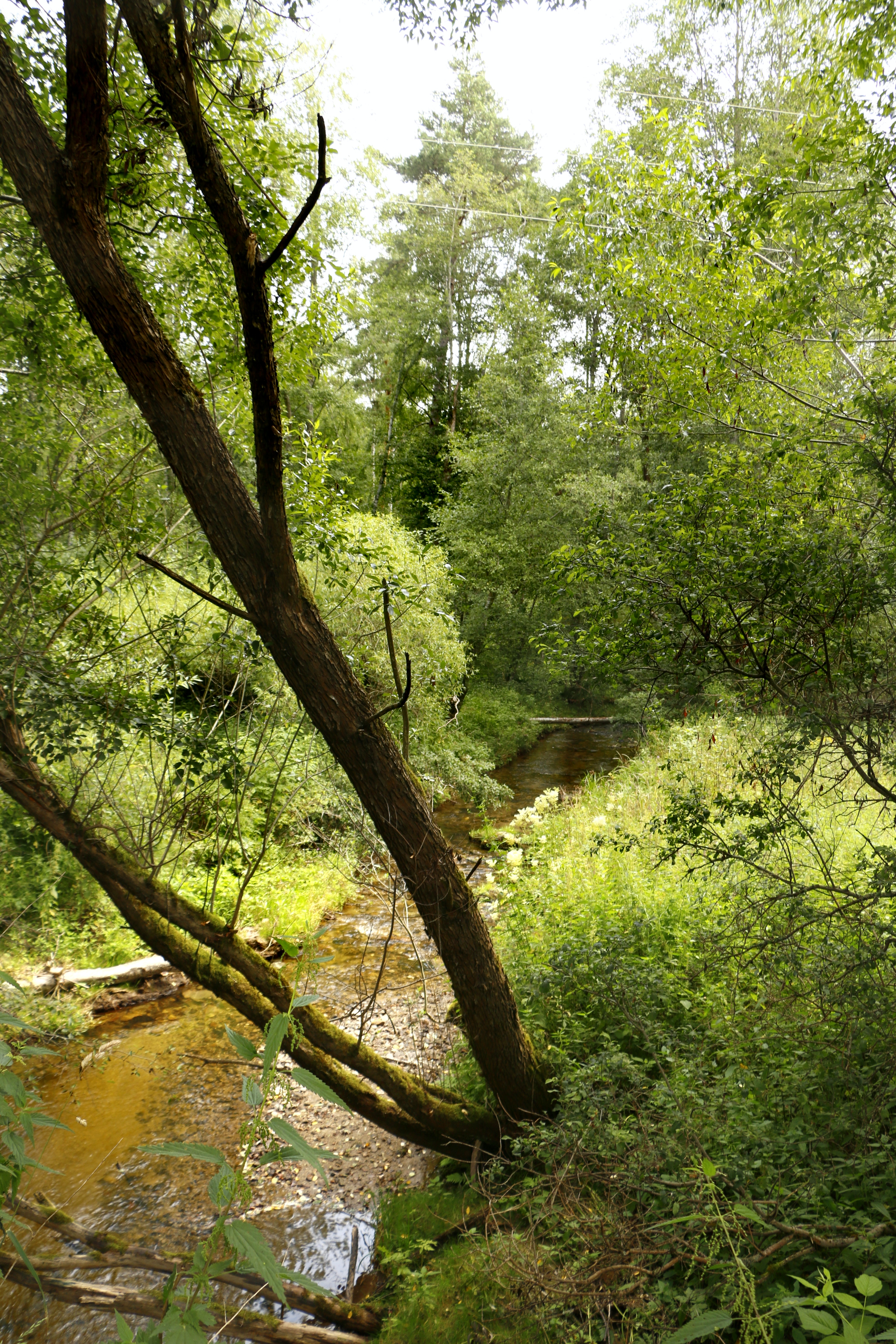
Arnoštský potok
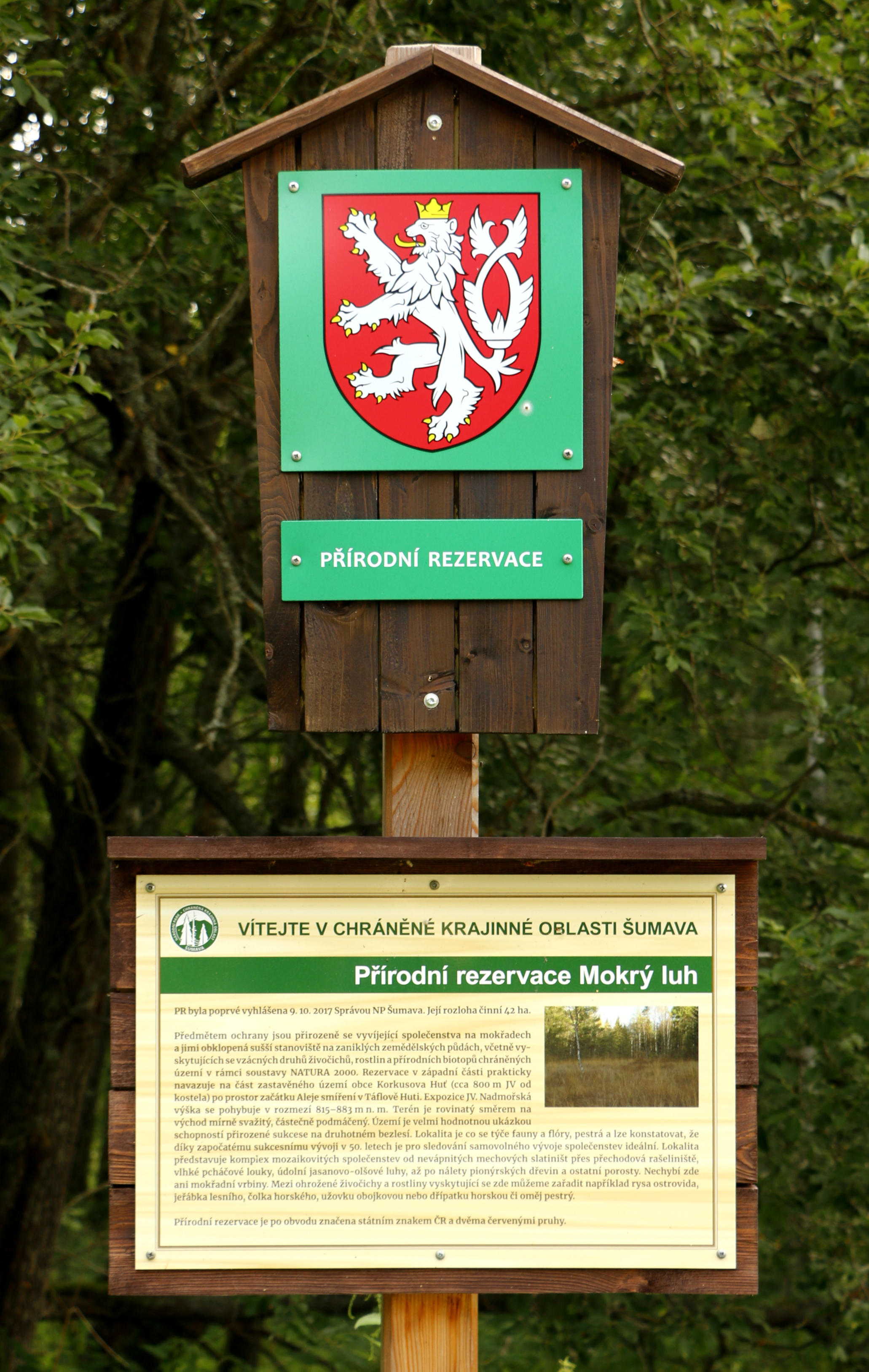
Označení rezervace
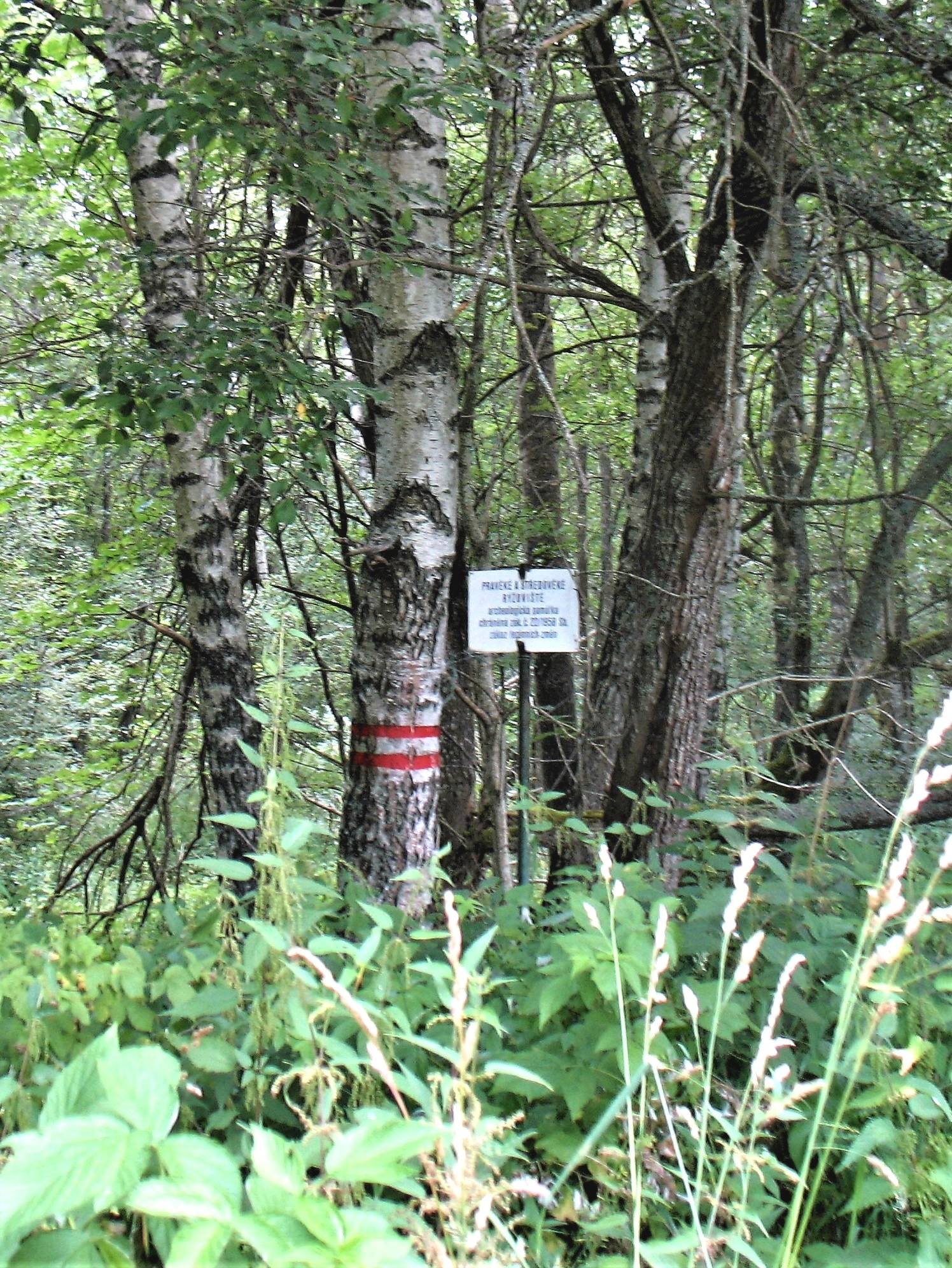
Archeologické naleziště – rýžoviště zlata